# Джміль моховий
Джміль моховий (Bombus muscorum) — вид перетинчастокрилих комах з роду Джмелі, що має ареал в Євразії, від Ірландії на заході до Монголії на сході, і від середнього Скандинавії і Карелії на півночі до Криту на півдні. Тим не менш, вид досить рідкісний у всіх його районах розповсюдження. Один із 40 видів джмелів у фауні України. В Україні знайдений у більшості областей.

## Опис
Тіло чорне, крила затемнені. Вся спинка вкрита рудими або жовтими волосками без домішки чорних, колір варіює від світлих до більш темних відтінків. Черевце покрите жовтими волосками, при цьому третій тергум без домішки чорних волосків. Довжина щік трохи більша (в 1,1 рази) за ширину мандибул у місці прикріплення. Довжина тіла маток — 22-24 мм, самців — до 17 мм. Як і у інших видів джмелів робочі особини, особливо у першому виводку, значно менші за матку.

## Поширення
Широко поширений у Палеарктиці, але в усіх частинах ареалу зустрічається рідко. В Україні знайдений у більшості областей, у тому числі в Криму, де раніше не відмічався.

## Особливості біології
Антофіл, живиться нектаром та пилком рослин, полілект. Соціальний вид. Самки запліднюються самцями восени, після чого зимують під землею в норах мишоподібних гризунів або під мохом чи листям, а навесні кожна молода матка самостійно будує гніздо в заглибленнях на поверхні землі під мохом або сухим листям. В гнізді вирощується до 100 стерильних робочих особин, які виконують усі роботи, а матка лише відкладає яйця. Наприкінці літа виводяться самці та майбутні матки. Матка живе 1 рік, а робочі особини від 1 до 3 місяців.

## Значення
Джміль моховий — запилювач багатьох квіткових рослин, в тому числі сільськогосподарських, таких як плодовоягідні культури, конюшина, люцерна.

## Загрози та охорона
Занесено до Червоної книги України, природоохоронний статус — рідкісний. Скрізь зустрічається рідко, але в окремих біотопах щільність виду може досягати 3-5 гнізд на 1 га. До зниження чисельності призводить значне скорочення місць, придатних для гніздування та збору корму, знищення гнізд під час оранки полів або скошування рослин, та загибель дорослих особин при обробках полів пестицидами. Матки також гинуть під час спалювання восени сухого листя та навесні через різні захворювання.
В Україні охороняється в заповідниках степової та лісостепових зон. Необхідно створити нові заказники і заповідники в інших місцях мешкання виду. Для відновлювання чисельності виду можна створювати мікрозаказники із штучними гніздовими конструкціями для поселення джмелів.